# Abu Musab al Zarqaui
Abu Musab al Zarqaui, de nombre original Ahmed Fadel al-Jalaylah (Zarqa, Jordania; 20 de octubre de 1966–Baquba, Irak; 7 de junio de 2006) fue un militante musulmán salafista y terrorista jordano, que se proclamó líder de Al-Qaeda en Irak, organizando diferentes acciones contra las tropas estadounidenses desplegadas en la zona.
En septiembre de 2005, anunció en una entrevista la declaración de «guerra total» a los chiitas en Irak.

## Biografía
Nacido en la ciudad de Zarqa, a 30 kilómetros al este de Amán (Jordania), su vida estuvo plagada de enigmas sobre su paradero y sobre su implicación en actos terroristas. Su verdadero nombre era Ahmed Fadel al-Jalaylah y se cree que provenía de una tribu beduina llamada Beni Hassan, asentada en un territorio de Oriente Medio que comprende varios países.
A los 17 años dejó la escuela y se convirtió en un gánster de la calle. De acuerdo con informes de inteligencia jordanos, Zarqaui fue encarcelado brevemente en 1980 por posesión de drogas y agresión sexual.
En 1989, Zarqaui viajó a Afganistán para unirse a la insurgencia en la Guerra de Afganistán donde, junto con Osama bin Laden, dirigía a los combatientes extranjeros en su particular yihad contra los soviéticos.
Pero la guerra ya había terminado, así que en vez de combatiente, fue como un reportero, y escribió sobre las batallas que se había perdido.
Hay algunos reportes que indican que a mediados de 1990, Zarqawi viajó a Europa para iniciar la organización paramilitar al-Tawhid, un grupo dedicado a instaurar un régimen Islámico en Jordania. Al regresar a Jordania en 1992, fue arrestado bajo el cargo de conspirar contra la monarquía en busca de su derrocamiento y posterior instauración de un califato islámico. Pasó cinco años en la cárcel y cuando obtuvo la libertad, huyó del país.
La inteligencia jordana y la europea afirmaban que Zarqaui formó el grupo Jund al-Sham en 1999 con 200 000 dólares entregados por Osama bin Laden. El grupo estaba originalmente conformado por 150 miembros, entre los cuales se encontraban miembros de la inteligencia jordana. Dicho grupo fue disuelto a los pocos meses. Sin embargo, en marzo de 2005, un grupo con el mismo nombre se responsabilizó por la explosión de una bomba en Doha, Catar. En el 2001, Zarqaui fue arrestado en Jordania, pero fue rápidamente liberado. Fue entonces cuando se lo juzgó y condenó en ausencia a muerte, por el ataque al Hotel Radisson, donde murieron varios ciudadanos estadounidenses e israelíes.
Zarqaui fue el hombre más buscado en Jordania e Irak, por haber participado o planeado en varias acciones violentas contra el gobierno iraquí, el jordano y el de los Estados Unidos.
El gobierno de los Estados Unidos ofreció 25 millones de dólares como recompensa por la información que llevara a su captura (siendo la misma cantidad que se ofreció luego por Osama bin Laden).

### Entrenamiento
La información sobre la vida de Zarqaui es confusa. Mientras que los servicios secretos alemanes aseguraban haber descubierto una célula de terroristas islámicos liderada por Al Zarqaui, que no querían unirse a Al Qaeda, Estados Unidos ya le vinculaba directamente con la organización. La siguiente pista que se tiene de él ya le vincula directamente al grupo terrorista liderado por Bin Laden. Se cree que dirigió un campamento en Afganistán donde se hacían experimentos con armas químicas. Al parecer, pasó unos años en un campamento de Afganistán, muy cerca de las fronteras con Irán, donde supuestamente se hicieron experimentos con gases venenosos para la fabricación de armas químicas.

### Reencuentro con Al Qaeda
Pasado este periodo, en el que podría haberse reencontrado con Al Qaeda, se cree que huyó a Irak, a petición de la propia organización, tras perder una pierna durante un ataque estadounidense contra su base. Su presencia en Irak en aquella época fue muy discutida, ya que no se confirmó hasta su aparición en un vídeo en abril de 2006. Mientras las autoridades jordanas le señalaban como el responsable de ataques terroristas en su país de origen, Colin Powell utilizaba su presencia en el país para argumentar las relaciones de Sadam Huseín con Al Qaeda, y justificar el ataque de 2003.

### Acusado de innumerables ataques
Se desconoce si Zarqaui estaba en Irak cuando Estados Unidos comenzó la ofensiva contra el país en febrero de 2003. Desde 2003 se le han atribuido, y él mismo ha reivindicado, numerosos atentados alrededor del mundo. De hecho, ese mismo año fue identificado como el ideólogo de una serie de atentados mortales desde Casablanca en Marruecos, hasta Estambul, en Turquía.
También se investiga la posibilidad de que él haya sido el cerebro de los atentados del 11 de marzo en Madrid.
En mayo de 2004, un sitio web que tenía vinculaciones a Al-Qaeda, llamado Muntada al-Ansar mostró un video de cinco hombres con el rostro cubierto, decapitando al contratista civil estadounidense Nick Berg, en respuesta al abuso en la prisión de Abu Ghraib. La CIA alega mediante reconocimiento de voz que el hombre que estaba directamente atrás de Berg, que es el que hace las declaraciones y luego lo decapita es Zarqawi. El video empieza con los títulos "Abu Musab al-Zarqawi mata a un Americano".
Después de su muerte, en una entrevista con la CNN, el padre de Nick, un activista antiguerra, Michael Berg, declaró que la muerte de Zarqawi conllevaría a "más venganza y no era una causa para regocijarse".
La CIA también le acusa de decapitar personalmente a otro civil estadounidense, Eugene Armstrong, en septiembre de 2004.
Otros rehenes que fueron decapitados por su grupo, aunque se haya confirmado que él no fue el decapitador, mientras que otros creen que al igual que Berg y Armstrong, él haya decapitado al rehén, incluyendo al estadounidense Jack Hensley, al coreano Kim Sun-il, los ciudadanos de Bulgaria Georgi Lazov e Ivalo Kepov, al ciudadano turco Durmus Kumdereli, el británico Ken Bigley, y al ciudadano japonés Shosei Koda.
En diciembre de 2004 el propio Bin Laden confirma, en una grabación emitida por la cadena catarí Al Yazira, a Zarqaui como jefe de Al Qaeda en Irak, donde está acusado de haber dirigido espectaculares ataques suicidas. Estados Unidos había puesto precio a su cabeza: 25 millones de dólares.

### Muerte
En mayo de 2005 el ejército estadounidense aseguró haber herido al líder jordano. El 8 de junio de 2006, el primer ministro iraquí, Nuri al Maliki anunció y celebró la muerte de Abu Musab al Zarqaui en un ataque aéreo estadounidense en Baquba. Según la necropsia que se le practicó al cadáver, falleció a consecuencia de una hemorragia pulmonar. 
El 12 de junio de 2006, Al Qaeda anunció que Abu Hamza Al Mohayer, también conocido como Abu Ayyub al-Masri, sería quien dirigiría la organización terrorista en Irak. Al-Masri murió en abril de 2010.